# Борец (Гомельский район)
Борец (бел. Барэ́ц) — посёлок в Терешковичском сельсовете Гомельского района Гомельской области Республики Беларусь.

## География

### Расположение
В 12 км на юг от Гомеля, 10 км от железнодорожной станции Уть (на линии Гомель — Чернигов).

### Гидрография
На реке Сож (приток реки Днепр).

## Транспортная сеть
Транспортные связи по просёлочной, затем автомобильной дороге Старые Яриловичи — Гомель. Планировка состоит из короткой прямолинейной улицы почти меридиональной ориентации, застроенной деревянными домами усадебного типа.

## История
Основан в начале 1920-х годов на бывших помещичьих землях. Первоначально имел название «Красный Борец». В 1926 году в Скиточском сельсовете Дятловичского района Гомельского округа В 1930 году жители вступили в колхоз, работала кузница. Во время Великой Отечественной войны в 3 км на юго-восток от посёлка, в урочище Партизанская Криничка базировались Гомельский подпольный горком КП(б)Б и партизанский отряд «Большевик». 5 жителей погибли на фронте. В 1959 году в составе совхоза «Новобелицкий» (центр — деревня Терешковичи).

## Население

### Численность
- 2004 год — 11 хозяйств, 22 жителя.

### Динамика
- 1926 год — 17 дворов, 77 жителей.
- 1959 год — 70 жителей (согласно переписи).
- 2004 год — 11 хозяйств, 22 жителя.